# Canthon balteatus
Canthon balteatus är en skalbaggsart som beskrevs av Karl Henrik Boheman 1858. Canthon balteatus ingår i släktet Canthon och familjen bladhorningar. Inga underarter finns listade.